# Божићно зло
Божићно зло (енгл. Christmas Evil), познат и под насловима Боље пази (енгл. You Better Watch Out) и Терор у земљи играчака (енгл. Terror in Toyland) амерички је слешер хорор филм из 1980. године, редитеља Луиса Џексона са Брендоном Магартом, Џефријем Деманом и Дајаном Хал у главним улогама.
Филм је премијерно приказан 7. новембра 1980. Изазвао је бројне контроверзе, с обзиром на то да је убица у филму обучен као Деда Мраз, али је временом стекао култни статус. Са сличним проблемом се касније сусрео филм Тиха ноћ, смртоносна ноћ (1984). Добио је претежно позитивне оцене критичара, а на сајту Ротен томејтоуз је оцењен са 75%.

## Радња
Хари Стадлинг, радник у фабрици играчака, је као дете за Бадње вече претрпео тешку трауму, што је на њега оставило озбиљне менталне поремећаје. Уочи једног Божића, он одлучује да се обуче као деда мраз и започне крвави пир.

## Улоге
| Глумац            | Улога            |
| ----------------- | ---------------- |
| Брендон Магарт    | Хари Стадлинг    |
| Џефри Деман       | Филип Стадлинг   |
| Дајана Хал        | Џеки Стадлинг    |
| Џо Џамрог         | Френк Столер     |
| Питер Нуман       | Мос Гарсија      |
| Марк Чамберлин    | Чарлс            |
| Скот Мекај        | господин Флечер  |
| Берт Клајнер      | господин Вајзман |
| Патриша Ричардсон | госпођа Гарсија  |
| Рејмонд Џ. Бари   | детектив Глисон  |
| Марк Марголис     | човек на журци   |
| Рутања Алда       | Тереза           |